# A science fiction története

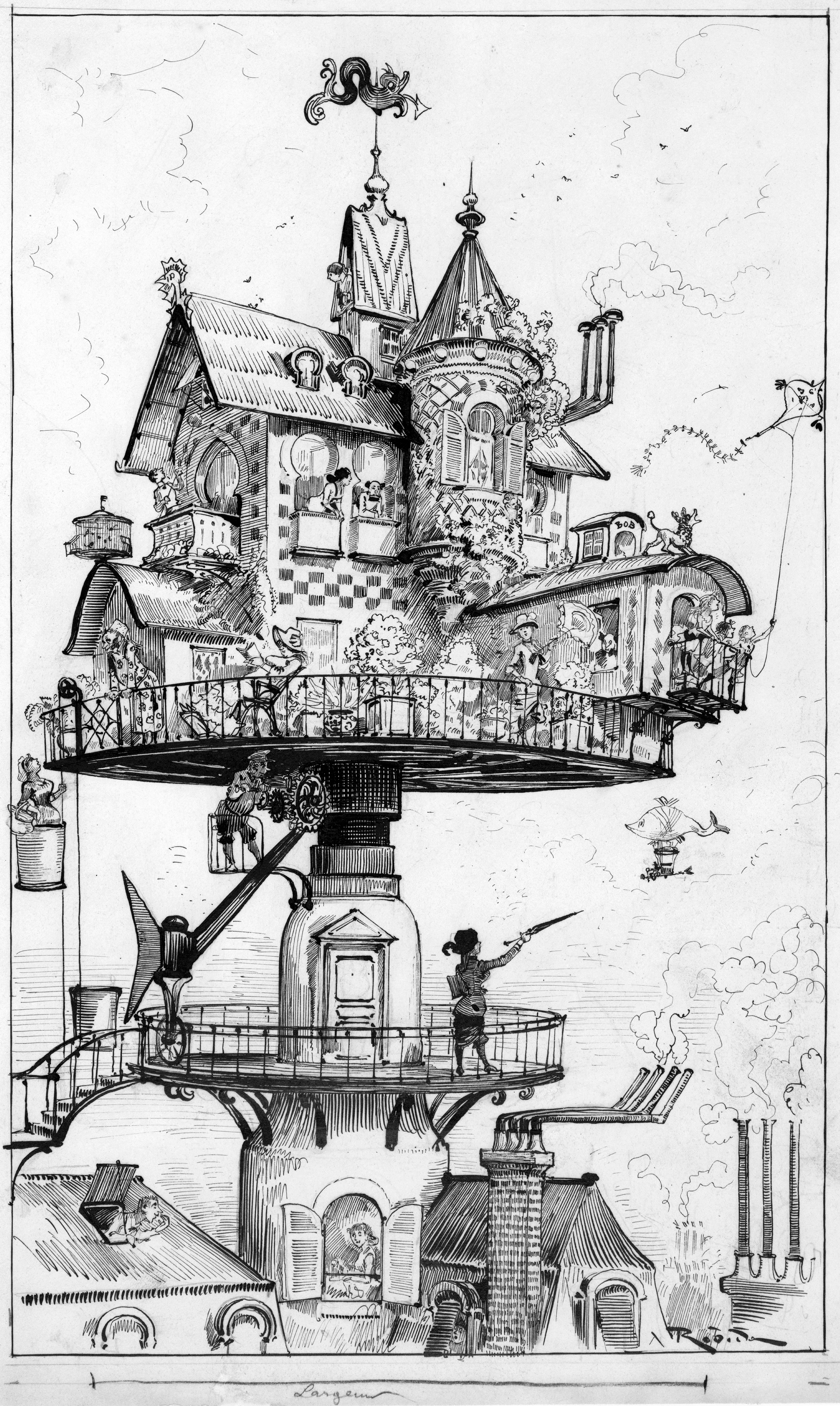
"Maison tournante aérienne" (levegőben forgó ház). Rajzolta Albert Robida francia sci-fi-író a Le Vingtième Siècle című könyvéhez, egy tizenkilencedik században íródott elgondoláshoz, ami a huszadik századi életről szól. Egy lakóhelyet ábrázol, ami egy oszlop körül forog, miközben egy léghajó van a távolban. Grafitrajz tintával átrajzolva, készült 1883 körül, digitálisan helyreállítva

A science fiction irodalmi műfaja sokszínű. Mivel nincsen teljes megállapodás meghatározásáról tudósok és rajongók körében, az eredete ismeretlen. Néhányak azt mondják, a science ficton a késő középkorban kezdődött, mások szerint a science fiction csak a tudományos forradalom által jöhetett létre, nevezetesen Galileo Galilei és Isaac Newton csillagászati, fizikai és matematikai felfedezései által. Egyes nézetek alapján azt mondják, az eredete a Frankenstein c. regény.
A sci-fi a huszadik században fejlődött, mivel a tudomány és a találmányok áthatoltak a társadalomba, így érdekeltté vált az olyan irodalom, ami a technológia hatásait fedezi fel. Ma a sci-fi nagy hatással van a világkultúrára és a gondolatokra.

## Korai science fiction

### Előfutárok

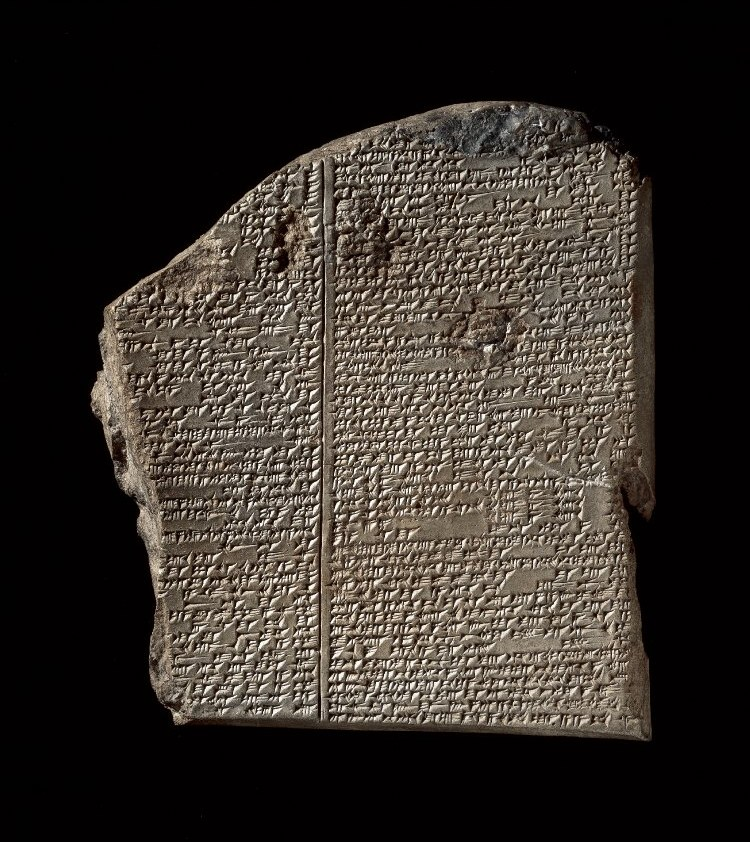
A sumer Gilgames-eposz

Néhány történész állítja, hogy a sci-finek ősi történelme van, de ez csak a kisebbség; a többség ezeket az ősi műveket a proto-science fiction (elő-science fiction) példájának tekinti. Lester del Rey azt állította, hogy az első science fiction az első írott mű: a Gilgames-eposz, azonban az 1950-es években végleg különvált a sci-fi és fantasy műfaj, így az eposzokat és a rájuk épülő írásokat már a fantasy műfaj gyökerének tekintjük. Az ógörög művek között számos példát találhatunk science fiction-szerű elemekre (Lukianosz-féle Igaz történetek mellett), pl. Arisztophanésztől A felhők és A madarak, Platóntól Atlantisz leírása.
Korai science fiction-elemek ősi indiai eposzokban is megtalálhatók, mint például a Rámájana, ahol mitikus vimánák, repülő gépezetek száguldanak a Föld légkörében, és az űrben vagy víz alatt is tudtak közlekedni, valamint fegyvereik is voltak. Az ősi hindu eposzban, a Mahábháratában megemlítik Kakudmi királyt, aki a mennybe utazik, hogy találkozzon Brahmával, a teremtővel, és csodálkozik, amikor kiderül, hogy sok év telt el a Földön, amikor visszaért, így megelőlegezve az időutazás eszméjét. A bibliai "Jelenések könyve" egyes részei szó szerint értve olyanok, mint a science fiction: "Volt egy nagy földrengés. A nap fekete lett, mint a kecskeszőrből készült zsákvászon, az egész hold vérvörössé vált, és az égi csillagok leestek a földre, mint ahogyan a fügék leesnek a fügefáról, ha megrázza őket a szél. A menny visszahúzódott, mintha egy tekercset húznánk vissza, és minden hegy és sziget elmozdult a helyéről."

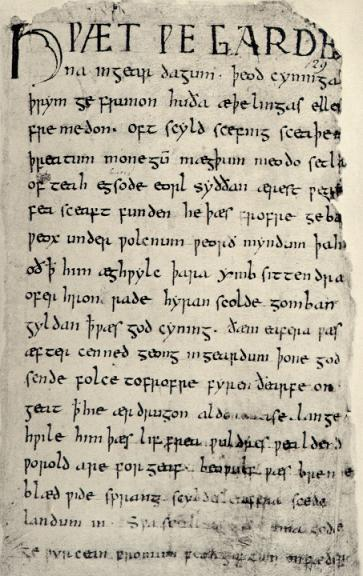
A Beowulf első oldala

Ovidius Átváltozásokát (ami elmondja Daidalosz és Ikarosz történetét), a Beowulfot, a Nibelungenliedet, Dante Isteni színjátékát és Shakespeare A viharját is science fiction-elemeket tartalmazó műveknek minősítették. A vihar az őrült tudós-sztori egyféle reneszánsz prototípusát meséli el (amiképp a Faust-legenda), és ez volt az alapja A tiltott bolygó c. filmnek. Az Isteni színjátékban Dante másik bolygókra és csillagokra utazik, amik a mennyet alkotják és különböző népek laknak rajta; pl. a Marson a mártírok lelkei.
L. Sprague de Camp és más írók úgy tekintenek Lukianosz második századi szatirikus művére, az Igaz történetekre – ami egy bolygóközi utazásról szól –, mint egy korai, ha nem a legkorábbi példája a science fictionnek vagy a proto-science fictionnek. Kingsley Amis vélekedése ambivalensnek tűnik. Bár azt írta, hogy "Alig nevezhető sci-finek, mivel a komikus hatás eléréséért szertelenséget szertelenségre halmoz", azt is elismerte, hogy sci-fi jellemzői vannak, amikor szembesítette egy huszadik századi űropera cselekményével: "Azt jegyzem meg, hogy az Igaz történet élénksége és kifinomult ízlése miatt olyan, mintha egy viccet olvasnánk, majdnem minden korai-modern science fiction terhére, amit mondjuk 1910 és 1940 között írtak." Ilyen tipikus sci-fi témák és toposzok vannak az Igaz történeletben: utazás a világűrbe, idegen életformákkal való találkozás, bolygóközi háború és imperializmus, bolygókolonizálás, gigantikusság motívuma, lények, amik az emberi technológia szülöttei, olyan világok, amikben más fizikai törvények vannak és a főszereplő kalandozásra és felfedezésre való vágya.

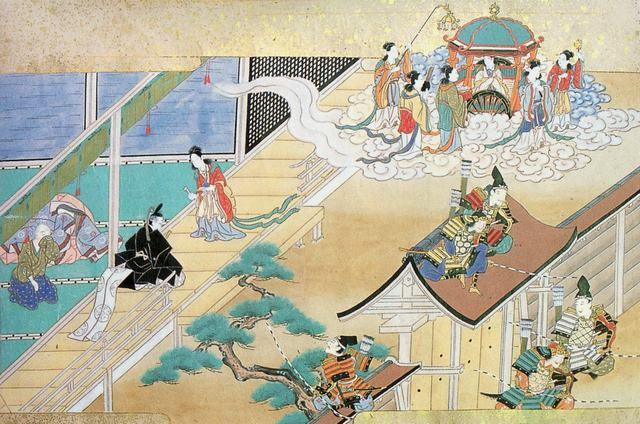
Kaguya-hime visszatér a Holdra a bambuszvágó történetében

Urashima Tarō korai japán történetében szerepel az időbeli előreutazás, ezt először a Nihongi-ban írták le (720). Egy fiatal halászról szól, akit Urashima Tarónak hívtak, aki meglátogat egy víz alatti palotát, és ott marad három napig. Miután hazatér a falujába, kiderül, hogy háromszáz év telt el ott, őt elfelejtették, háza romokban áll és a családja meghalt. A tizedik századi japán elbeszélést, A bambuszvágó történetét is lehet proto-science fictionnek nevezni. A történet főszereplője, Kaguya-hime egy hercegnő a Holdról, akit a biztonságáért a Földre küldtek, mivel űrháború zajlik, és Japánban neveli fel egy bambuszvágó. Később az igazi földönkívüli családja visszaviszi a Holdra. Egy illusztrációban látható egy kerek repülő gépezet, ami hasonlít egy repülő csészealjra.

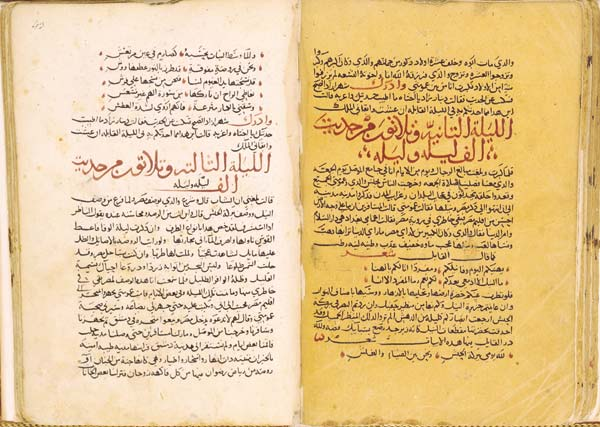
Az Ezeregyéjszaka meséinek arab kézirata

Számos történet az Ezeregyéjszaka meséiben tartalmaz sci-fi elemeket, például a "Bulukiya kalandjai", ahol Bulukiya, a főszereplő keresi a halhatatlanság gyógynövényét, emiatt felfedezi a tengert, elutazik az Édenkertbe és Jahannamhoz is, és átutazza a kozmoszt, más világokba eljutva. Találkozik dzsinnekkel, sellőkkel, beszélő kígyókkal, beszélő fákkal és más életformákkal az útja során. Az "A szárazföldi ’Abd Allah és a tengeri ’Abd Allah történetében", a főszereplő megkapja a víz alatti lélegzés képességét és felfedez egy víz alatti tengeralattjárós társadalmat, ami úgy van ábrázolva, mint a szárazföldi társadalom ellentéte, ahol a társadalom egyfajta primitív kommunizmust követ, ahol nincs pénz és ruha. Más Ezeregyéjszaka-mesékben vannak ősi technológiákról, fejlett ősi civilizációkról, és ezeket elsöprő katasztrófákról szóló részek. "A Rézváros" egy utazócsoportot ír le, akik régészexpedícióra mennek a Szaharán keresztül, hogy megtaláljanak egy ősi elveszett várost és megpróbáljanak felhozni egy bronzhajót, amit Salamon arra használt, hogy csapdába ejtsen egy dzsinnt, és az úton találkoznak egy mumifikált királynővel, kővé vált lakosokkal, életszerű, emberszerű robotokkal és automatonokkal, zsinór nélküli marionettbábukkal, és egy rézből készül lovas robottal, aki az ősi város irányába vezeti az utazókat. "Az ébenfából készült ló" történetében van egy robot, ami úgy néz ki, mint egy repülő lószerű gép, ami az űrbeli utazásra is képes. A "harmadik kalendár meséjében" is van egy robot, ami egy titokzatos matróz alakját veszi fel. A "Rézvárost" és az "Ébenfából készült lovat" is a proto-science fiction korai példáinak lehet venni. Korai arab proto-science fictionre még példa Al-Farabi Egy nagyszerű város lakóinak véleményei-je, ami egy társadalomutópiáról szól; Al-Qazwini futurisztikus meséje, az Awaj bin Anfaq, ami egy távoli bolygóról a Földre jött emberről szól, és néhány Ezeregyéjszaka meséi-elem, mint például a repülő szőnyeg.
Roubi szerint az Ibn al-Nafis írta Fādil ibn Nātiq (c. 1270) arab teológiai regény utolsó két fejezetét is lehet sci-fiként értelmezni. Ez a regény számos sci-fi elemeket tartalmaz, mint a spontán generáció, futurológia, apokaliptikus témák, világvége, feltámadás és a túlvilág, de ahelyett, hogy mitológiai vagy természetfeletti magyarázatot adott volna ezeknek, helyette Ibn al-Nafis megpróbálta ezeket saját anatómiai, biológiai, fiziológiai, csillagászati, kozmológiai és geológiai tudása szerint megmagyarázni. Például egyik regényében Ibn al-Nafis bevezeti saját tudományos elméletét az anyagcseréről, és arra is vonatkozik, hogy ő fedezte fel a vérkeringést. A regényt a huszadik század elején fordították le angolra Tehologus Autodidactus néven.

### Európai proto-science fiction
A tizenhatodik században kezdtek megjelenni Európában olyan olvasmányok, amik hasonlítanak a mai modern sci-fire. Az ilyen irodalmat a felvilágosodás inspirálta. Az egyik legkorábbi példa Thomas More 1516-os regénye, az Utópia. Ezt a szót sok későbbi író is felvette, és elég elterjedt lett az utópia-motívum a sci-fiben. Figyelemre méltó, hogy More és Francis Bacon, a kor egyik vezető humanistája is proto-science fiction műveket írt. Bacon The New Atlantis (Az új Atlantisz) c. művét 1627-ben adták ki.
A felvilágosodásban olyan tudományos felfedezések voltak, amik ötleteket adtak a sci-fi-íróknak. Sokan írtak képzeletbeli Holdra utazásról, először Johannes Kepler a Somnium (Az álom) c. művében, aztán Francis Godwin a The Man in the Moone c. művében, ami valószínűleg az első angol nyelvű sci-fi volt, később Cyrano de Bergerac, A Hold államainak és birodalmainak komikus történetében (1656). Az űrutazás Voltaire Micromégasában (1752) is megjelenik, ami azért a feltevésért is nevezetes, hogy más világok lakói fejlettebbek lehetnek az embereknél.
Más jelentős korai munkák: Margaret Cavendish 1666-ban írt regénye, a The Blazing World, Louis-Sébastien Mercier regénye, az L'An 2440, Jonathan Swifttől a Gulliver utazásai (1726) és Ludvig Holbergtől a Niels Klim földalatti utazásai. 1733-ban Samuel Madden megírta a Memoirs Of the Twentieth Centuryt (A huszadik század emlékiratai), amiben a narrátor 1728-ban kap egy sorozat dokumentumot 1997-1998-ből egy őrangyaltól, ez egy olyan cselekményfordulat volt, ami emlékeztet a későbbi időutazást tartalmazó regényekre, bár a történet nem magyarázza el, hogyan szerezte be az angyal az iratokat.
Még megemlítendő Simon Tyssot de Patot Voyages et Aventures de Jacques Massé-ja (1710), amiben egy elveszett világ szerepel, valamint tőle a La Vie, Les Aventures et Le Voyage de Groenland du Révérend Père Cordelier Pierre de Mésange (1720), amiben egy üreges Föld van, és Nicolas-Edme Rétif La Découverte Australe par un Homme Volant-ja, (1781) ami a látnoki találmányai miatt híres.
A legnevezetesebb azonban Mary Shelley Frankensteinje, amit először 1818-ban adtak ki. A Millió éves dáridó, c. könyvében Brian Aldiss azt állítja, hogy a Frankenstein volt "az első mű, amit logikusan be lehet címkézni sci-fi-ként". Ez az első könyv, ami besorolható az "őrült tudós" alfajba. Bár ezt általában a "gótikus horror" műfajba sorolják, a regényben olyan sci-fi témák vannak, mint a technológia használata arra, hogy a jelenlegi tudományos álláspont fölötti dolgokat érjünk el, és az, hogy egy űrlény a fő ellenfél, így mutatva az emberiséget egy külső nézőpontból. Aldiss szerint a sci-fi megállapodásai ebből a regényből származnak. Mary Shelley novellájában, a Roger Dodsworth: The Reanimated Englishman-ben (Roger Dodsworth: Az újjáélesztett angol, 1826) van egy ember, akit lefagyasztottak és a modern időkben olvasztanak ki, így bevezetve a hibernálás fogalmát. Egy másik futurisztikus Shelley-regényt, a The Last Mant (Az utolsó ember) gyakran idézik az első igazi sci-fi regényként.
1835-ben Edgar Allan Poe közzétett egy novellát, a "The Unparalleled Adventure of One Hans Pfaall"t (Hans Pfaal páratlan kalandja), amiben leírja egy ember Holdra repülését egy léggömbben. Sok tudományszerű aspektus szerepel benne, pl. a kabin felépítése és a kőzetrétegek leírása. Poe beszámolója mellett figyelemre méltó a holland Williem Bilderdijk 1813-ban írt története is. Regényében, a Kort verhaal van eene aanmerkelijke luchtreis en nieuwe planeetontdekking (Rövid beszámoló egy nevezetes utazásról az egekbe és egy új bolygó felfedezéséről) Bilderdijk mesél egy európai emberről, aki egy arab országban feneklett meg, ahol dicsekszik, hogy tud egy olyan léggömböt építeni, ami fel tud emelni embereket. Kiderül, hogy a gázok sokkal erősebbek, mint gondolta, és egy idő után egy, a Föld és a Hold között elhelyezkedő bolygón landol. Az író mindenféle aspektusait felsorolja a bolygónak. Pár motívuma hasonlít Poe elbeszélésére.
1836-ban Alexander Veltman kiadta a Predki Kalimerosza: Alekszandr Filippovics Makedonszkijt (Kalimerosz ősei: Nagy Sándor, Makedóniai Fülöp fia), amit az első eredeti orosz sci-fi novellának hívtak, és az első regénynek, amiben szerepel az időutazás. Benne a narrátor az ősi Görögországba repül egy hippogriffen, találkozik Arisztotelésszel és utazásra megy Nagy Sándorral, mielőtt visszatér a tizenkilencedik századba.
Victor Hugo is írt az A századok legendájában – mivel befolyásolták a tizenkilencedik századbeli tudományos elméletek, de főleg az emberi előrehaladás ötlete – egy hosszú verset két részben, amit egy disztópia/utópia fikciónak is lehet értelmezni, címe Huszadik század volt. Egy hatalmas törött hajó, a buta, gőgös emberiség legnagyobb terméke, a Leviatán hajótestét írja le az első jelenetben, ami egy sivatagi világban vándorol, ahol szelek fújnak és dühös a sebzett természet; az emberiség, egyesülve és megbékélve pedig egy csillaghajón van, és a csillagok felé tart, keresve a fényt és szabadságot hozva oda.
Figyelemre méltó proto-science fiction művek a tizenkilencedik század elején még:
- Jean-Baptiste Cousin de Grainville: Le Dernier Homme (1805, Az utolsó ember).
- Félix Bodin történész: Le Roman de l'Avenir (1834) és Emile Souvestre: Le Monde Tel Qu'il Sera (1846), két novella, ami megjósolja, milyen lesz a következő évszázad.
- Jane C. Loudon: The Mummy!: A Tale of the Twenty-Second Century (A múmia: egy huszadik századi mese, 1836), amiben Kheopszot feltámasztják a tudomány segítségével egy olyan világba, amiben politikai válság van és fejlett technológia.
- Louis Geoffroy: Napoleon et la Conquête du Monde (1836), egy alternatív történelem egy olyan világról, amit elfoglalt Napóleon császár.
- C.I. Defontenay: Star ou Psi de Cassiopée (1854), egy Olaf Stapledon-szerű krónika egy idegen világról és civilizációról.
- Camille Flammarion csillagász: La Pluralité des Mondes Habités (1862) ami egy földönkívüli fajt ír le.
- Edward Bulwer-Lytton: The Coming Race (A közelgő verseny) (1871), egy regény, ahol a főhős felfedez egy fejlett föld alatti civilizációt.

### Verne és Wells

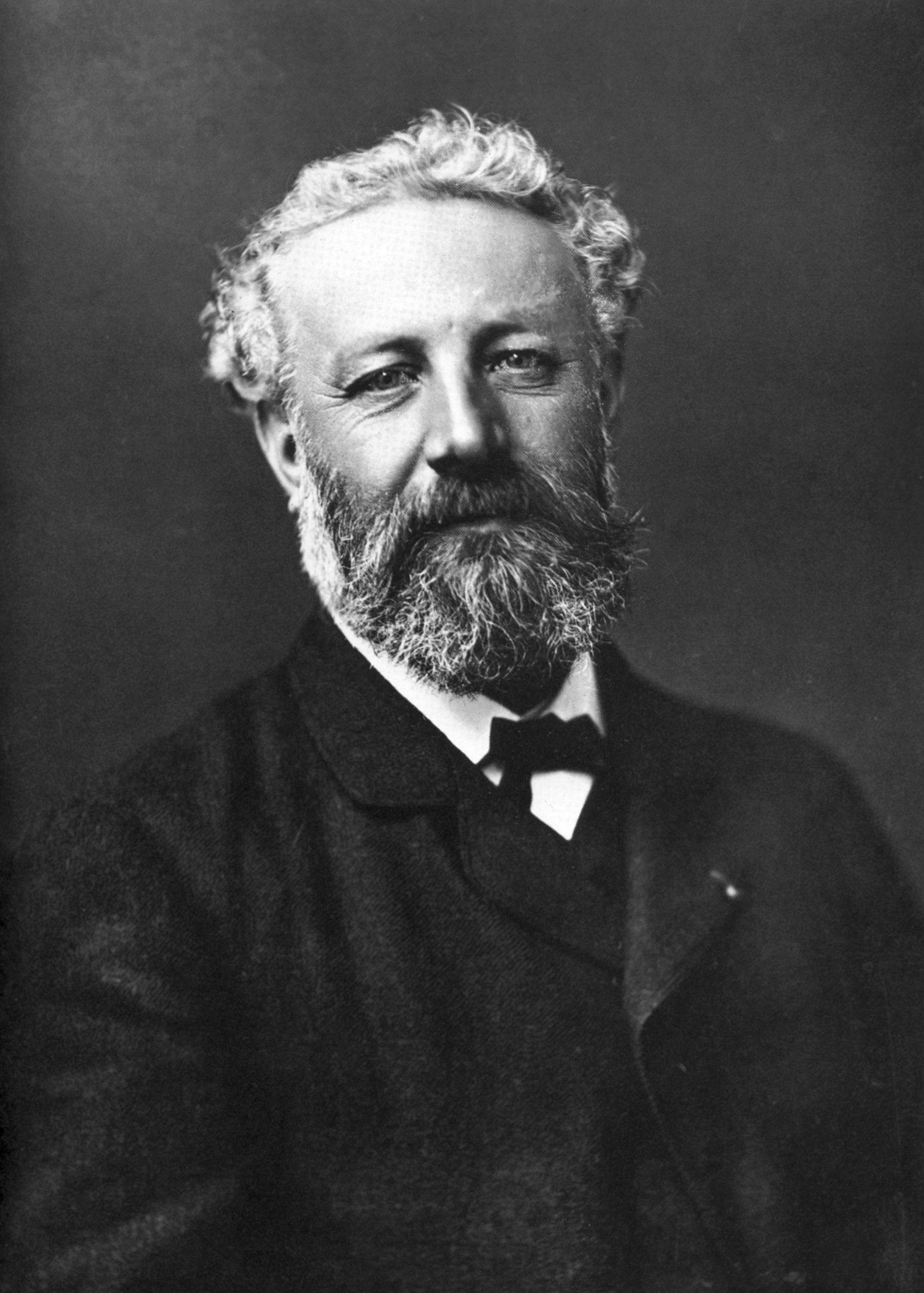
Jules Verne

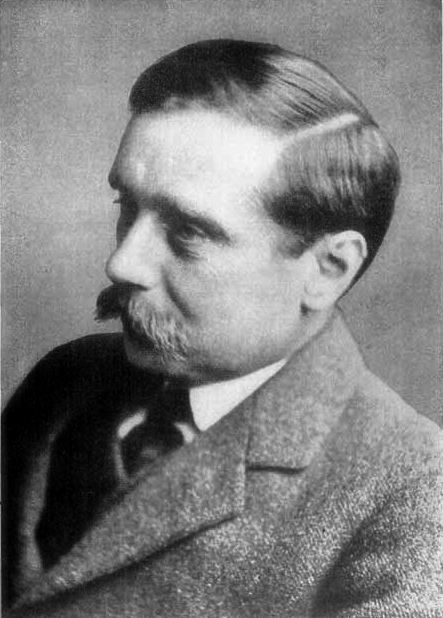
H. G. Wells

Az valódi európai science fiction a tizenkilencedik században kezdődött Jules Verne tudományos kalandjaival és H. G. Wells tudomány-orientált regényeivel. Verne kalandtörténetei, nevezetesen az Utazás a Föld középpontja felé (1864), az Utazás a Holdba (1865) és a Nemo kapitány (1869) vegyítette a kalandot az olyan technológiával, ami vagy a korba illő, vagy még nem fedezték fel, de logikusan kivetíthető a már felfedezett dolgokból. Hatalmas sikerek voltak ezek a könyvek, és megmutatták, hogy ilyen furcsa témára írt könyvekkel is lehet sikeres egy szerző. L. Sprague de Camp Vernét "a világ első teljes munkaidejű science fiction regényírójának" hívta.
Másrészről Wells történeteiben olyan sci-fi berendezések vannak, amik a társadalom egyes részeinek metaforái. Az időgépben (1895) a gép műszaki részleteit elkendőzi, így tud az Időutazó olyan történetet elmesélni, ami az angol társadalom rétegződését kritizálja. A történet a darwini evolúciót is felhasználja, és kritizálja a marxizmust. A Világok háborújában (1898) nem magyarázza el a marslakók technológiáját, ahogy Verne tette volna, és a történet végül deus ex machina révén oldódik meg.
A Verne és Wells közötti különbségek egy olyan feszültséget helyeznek előtérbe, ami megmarad a science fictionben egész története alatt. Mindig jelen volt az a kérdés, hogy a technológiát vagy a szereplőket és ötleteket írjuk-e le bővebben.

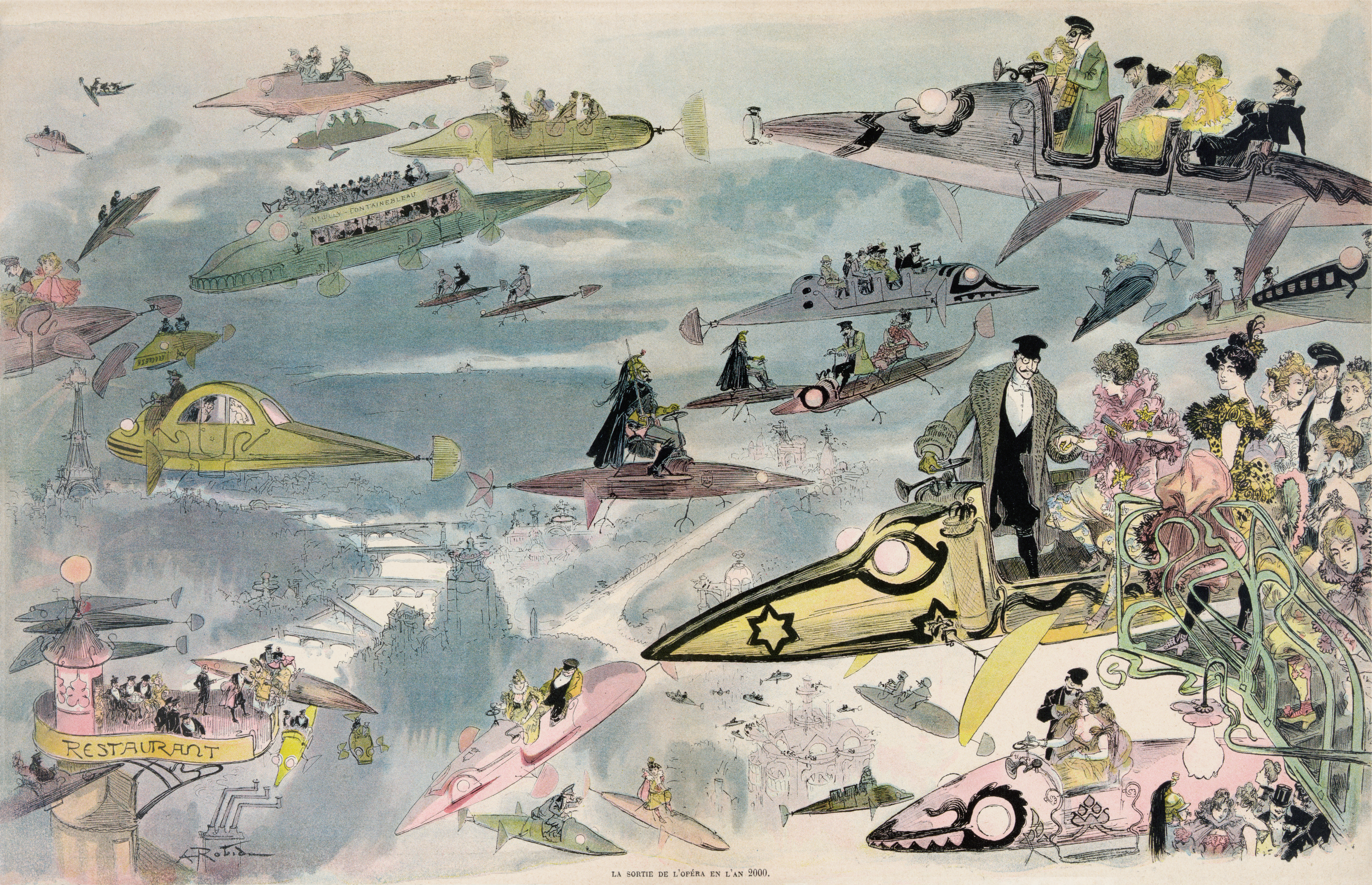
Kilépés az operából 2000-ben, kézzel színezett kőnyomat, rajzolta Albert Robida (késő tizenkilencedik század)

A korai science fictionben volt néhány riválisa Wellsnek és Vernének. Novellák és rövid regények folyamatosan jelentek meg a késő tizenkilencedik század során, és sokban használták a tudományos eszméket a képzelet ugródeszkájaként. Samuel Butler Erewhonjában megfogalmazódik az érző lénnyé váló és az emberiséget kiszorító gépek eszméje. Sir Arthur Conan Doyle is írt korai science fictiont, nevezetesen Challenger professzor alakját használva. Írt még korai sci-fit Rudyard Kipling is, és Bangla science fiction-írók, mint Roy Rodgers és Begum Roquia Sakhawat Hussain, aki az első ismert feminista sci-fi művet, A szultán álmát írta. Egy másik feminista science fiction mű Charlotte Perkins Gilman Herlandje.
Wellsnek és Vernének is nemzetközi olvasótábora volt, és általuk befolyásolt írótábora. Rövid időn belül növekedett az amerikai science fictionre való kereslet, és az európai írók többet kerestek azzal, hogy az amerikai piacra adták el műveiket, és hogy amerikai stílusban írtak.

### Amerikai proto-science fiction
A XIX. sz. utolsó évtizedében számtalan sci-fi mű íródott gyermekeknek és felnőtteknek egyaránt, bár nem nevezték "science fictionnek".
Nathaniel Hawthorne és Fitz-James O'Brien történeteiben is voltak science fiction-szerű elemek. Edgar Allan Poe-t gyakran említik együtt Vernével és Wells-szel, mint a sci-fi alapítói. Számos novellája és a regénye, a The Narrative of Arthur Gordon Pym of Nantucket (A nantucketi Arthur Gordon Pym elbeszélése) science fiction művek. Az első amerikai science fiction regényként olykor George Tucker filozófus 1827-es művét, az A Voyage to the Moont (Utazás a Holdra) említik.
A kora-amerikai science fiction egyik legsikeresebb műve a második legtöbbet eladott példányú könyv Amerikában a tizenkilencedik században: Edward Bellamytól a Looking Backward (Visszapillantás) (1888), hatásai pedig az irodalmon túl is érezhetőek voltak. A Looking Backward egy jövőbeli társadalmat vetít ki, ami a jelenlegi társadalom szemléletén alapul.
Mark Twain tudományos témákat is érintett az Egy jenki Arthur király udvarában c. művében. "Lelkek kivándorlása" és a "korszakok és testek átvitele" által egy jenki visszakerül az időben. 1889-ben íródott, és úgy tűnik, megjósolta az első világháború eseményeit, amikor Európai régi lovagiassági eszméit eldobva új fegyvereket és taktikákat kezdett használni.
L. Frank Baum amerikai író tizennégy könyvből álló könyvsorozata (1900-1920) ábrázol furcsa fegyvereket (Dorothy and the Wizard in Oz, Glinda of Oz), gépembereket (Tik-Tok of Oz) és egy csoport még fel nem fedezett technológiai újítást és eszközöket, beleértve a kézben tartott, drót nélküli kommunikátorok valószínűleg az első nyomtatott megjelenését (Tik-Tok of Oz).
Jack London számos science fiction regényt írt, mint a The Red One (A piros) (egy földönkívüliekről szóló történet), a The Iron Heel (A vassarok) (London szemszögéből íródott jövőben játszódó regény), és az The Unparalleled Invasion (A páratlan invázió) (egy történet, amiben szerepel a biológiai hadviselés és a faji megtisztítás). A láthatatlanságról és egy ellenállhatatlan energiafegyverről is írt regényeket. Ezek a történetek kezdték megváltoztatni a science fiction jellemzőit.
Edward Everett Hale megírta The Brick Moont (A téglahold), egy Verne által inspirált regényt, ami nevezetes arról, hogy ez az első mű, ami leír egy földönkívüli műholdat. Olyan stílusban íródott, mint a többi műve, azaz ál-újságírói realizmust alkalmaz, hogy elmeséljen egy kalandtörténetet, amiben kevés az igazság.
Edgar Rice Burroughs (1875–1950) épp az első világháború előtt kezdett sci-fit írni sci-fi magazinoknak. Első története, az Under the Moons of Mars (A Mars holdjai alatt) 1912-ben jelent meg. Folytatta a kalandtörténetek kiadását élete végéig, amelyek közül sok volt sci-fi. A science fiction történetei között voltak krimik, horrorok, fantasy művek, valamint az Edgar Rice Burroughs által kitalált Tarzan-sorozat.

## A XX. század első fele
A H. G. Wells után jövő nagy science fiction írók: Olaf Stapledon (1886-tól 1950-ig), akinek négy legnagyobb művében, a Last and First Men (Utolsó és első emberek) (1930), az Odd John (Furcsa John) (1935), a Star Maker (Csillagalkotó) (1937), és a Sirius (1940), nagyon sok ötlet volt, amit átvettek más írók is. J.-H. Rosny aîné, született Belgiumban, aki a "modern" francia science fiction atyja volt, H. G. Wells-szel is összehasonlítható, és ő írta a Les Xipehuzz (1887) és a La Mort de la Terrét (1910). Azonban a húszas és a harmincas évek teljesen átszabták a műfajt.

### A sci-fi magazinok születése
Az amerikai science fiction új, öntudatos műfajjá alakulása 1926-tól kezdődött, amikor Hugo Gernsback megalapította az Amazing Stories (Csodálatos történetek) magazint, amiben csak sci-fi történetek szerepeltek. Habár előtte is adtak ki sci-fi magazinokat Svédországban és Németországban, az Amazing Stories volt az első angol nyelvű, egyedül science fictiont tartalmazó magazin. Mivel Gernsback nevezetes arról, hogy ezt a kezdeti műfajt scientifictionnek hívta, őt és a kifejezést gyakran kibogozhatatlanul összefonódottnak gondolják. Bár Gernsback bátorította az írókat, hogy tudományosan valószerű műveket írjanak, így az olvasók is tanulhatnak, olyan történetek is szerepeltek a magazinban, amiben kevés volt a valószerűség.
Habár hatalmas sikerük volt az ebben és más sci-fi magazinokban megjelenő történeteknek, általában a történeteket csak szenzációhajhászásnak tekintették. Mindazonáltal egy kizárólag science fiction történeteket megjelentető magazin ráirányította az emberek figyelmét a tudomány fejlődésére. Az Amazing Stories számos pulp-magazinnal (sci-fi történeteket megjelentető, olcsó papírra nyomtatott magazin) versenyzett az 1930-as években, mint például a Weird Tales (Furcsa történetek) (amiben főleg fantasy történetek voltak), az Astounding Stories (Megdöbbentő történetek), és a Wonder Stories (Csodatörténetek). A Gernsback-korszakban megnőtt a science fiction rajongótábora, és sokkal több levél is érkezett a sci-fi magazinok szerkesztőinek.
Fritz Lang filmje, a Metropolis (1927), ahol az első humanoid robot szerepelt filmvásznon, és az olasz futurista gépszeretete azt jelzi, hogy sokat remélt, de félt is a világtól a nagy európai háborúk között. A Metropolis elsöprő sikert aratott és az art deco által inspirált stílusa meghatározta a science fiction ábrázolását egy ideig.

### Modernista írás
Az első világháború után az írók megpróbáltak válaszolni az új világnak. Az 1920-as és 30-as években az olyan írók, akik nem voltak összefüggésben a science fictionnel, új módokat kerestek, hogy elmondjanak egy történetet, és újféleképpen használták az időt, a teret és a tapasztalatot az elbeszélésben. Franz Kafka (aki 1924-ben halt meg) halála után kiadott műveiben és modernista írók, mint James Joyce, T. S. Eliot, Virginia Woolf és mások műveiben olyan történetek szerepeltek, ahol az időt és az egyéni tudatot lehet bővíteni, szűkíteni, végteleníteni és máshogy eltorzítani. Bár ezek a művek nem kapcsolódtak a science fiction műfajhoz, de foglalkozott a modernitás (technológia, tudomány és változás) behatásaival az emberekre, és évtizedekkel később az új hullám-mozgalom alatt néhány modernista technikát felhasználtak a sci-fi-írók.
Karel Čapek cseh drámaíró színművei, a The Makropulos Affair (A Makropulos-ügy), a R.U.R., a Rovarok élete, és a War with the Newts (Harc a szalamandrákkal) c. regény modernista irodalom volt, ami fontos sci-fi motívumokat vezetett be. A R.U.R. azért is nevezetes, mert bevezette a robot szót a világ szókincsébe.
A modernista írásmód erős motívuma volt az elidegenedés, az ismerős környezet furcsává tevése olymódon, hogy az általában normálisnak ítélt dolgok úgy tűnnek, mintha egy idegen kultúra részei lennének. Gyakran a modernista színművek közönségének és a modern regények olvasóinak kell megkérdőjeleznie mindent.
Ugyanebben az időben egy új alfaj kezdett fejlődni: a disztópia, ami az érzékelt utópiai feltételek és az emberi vágyak teljes kifejezésének disszonanciáján alapult. Egy ideig az irodalmi kritikusok nem vették figyelembe az ilyen műveket, bár sokkal jobban tartoznak a science fiction műfajába, mint a modernizmus. Az utópia, beleértve Wells utópiáit is, nagy hatással volt a science fictionre, kezdve Hugo Gernsback Ralph 124C 41+-jával.
Jevgenyij Zamjatyin 1920-as regénye, a We (Mi) egy diktatórikus próbálkozást ábrázol az utópia elérésére, ami végül disztópiába torkollik, ahol nincs szabad akarat. Aldous Huxley áthidalta az irodalmi szervezetek és a science fiction világa közötti szakadékot azzal, hogy megírta a Brave New World-öt (Szép új világ) (1932), egy stabil és látszólag boldog társadalom leírását, amit génmanipulációval hoztak létre.
A késő 1930-as években John W. Campbell lett az Astounding Science Fiction szerkesztője, és New York Cityben egy sereg új szerkesztő tűnt fel, akiket futuriánusoknak hívtak. Ezek között volt Isaac Asimov, Damon Knight, Donald A. Wollheim, Frederik Pohl, James Blish, Judith Merril és mások. Más fontos írók ez alatt az időszak alatt: Robert A. Heinlein, Arthur C. Clarke, és A. E. van Vogt. Amikor Campbell volt az Astounding magazin élén, akkor kezdődött a science fiction aranykora, amit tudományos áttöréseket megünneplő hard science fiction történetek jellemeztek. Ez a háború után technológiai fejlődésekig tartott, amikor felbukkantak új magazinok, mint a Galaxy, és új írónemzedék kezdett írni másféle történeteket.
George Orwell 1948-ban megírta az 1984-et, amit a legnagyobb irodalmi disztópiának tartanak. Egy technológiával kormányzott diktatórikus uralmat ír le, ami a társadalom minden információját kézben tartja és így uralja azt. Zamjatyin Mi-je hatással volt Huxley-ra és Orwellre is; Orwell írt róla egy beszámolót évekkel azelőtt, hogy kiadta az 1984-et.
Ray Bradbury Fahrenheit 451-je, Ursula K. Le Guin The Dispossessedje (A kisemmizettek), sok Kurt Vonnegut-mű és még számos későbbi sci-fi mű tartalmaz utópia- és disztópia-helyzeteket.

### A science fiction hatása a közönségre
Orson Welles Mercury Színháza egy rádióváltozatot készített a Világok harcából, ami sok embert megijesztett, akik a feldolgozás dokumentarista módja miatt azt hitték, hogy igazi rádiós híradást hallanak. "Revizionista" állítások szerint kétséges, hány anekdota igaz a tömegpánikot illetően; azonban biztos, hogy a világűrből érkező idegenek inváziója beágyazódott az emberek tudatába.
A második világháború alatt a pilóták találgattak, honnan jöhetnek a körülöttük repkedő "foo fighterek" (légi jelenségek vagy ufók). Eközben a németek kifejlesztettek repülő bombákat (a V–1-et és a V–2-t), amik a science fictionben gyakran előforduló "rakétás űrhajókra" hasonlítottak. Kifejlesztették a sugárhajtású repülőket és az atombombát. Cleve Cartmill novellája egy képzeletbeli atombombáról, a Deadline (Határidő) miatt az FBI meglátogatta az Astounding Science Fiction irodáit.
Amikor állítólag lezuhant egy repülő csészealj Roswellben 1947-ben, a történet a science fiction modern folklórjának alapeleme lett.

## Az aranykor
Az 1940-es és 50-es évek időszakát gyakran említik úgy, mint a science fiction aranykora.

### Astounding(Analog) magazin
1937-től John W. Campbell, Jr. irányítása alatt az Astounding Science Fiction magazinnál a science fiction műfaj egyre igényesebb lett, köszönhetően olyan nagyszerű íróknak, mint Isaac Asimov, Arthur C. Clarke, Robert A. Heinlein, akiknek számos esetben első publikációja a lap hasábjain történt.
Campbell hatalmas befolyást gyakorolt az íróira, így alakította a science fictiont. Asimov így írt erről: "A kibővítései voltunk (Campbellnek), az irodalmi klónjai voltunk." Campbell irányítása alatt az 1938-tól 1950-ig tartó éveket a science fiction aranykoraként emlegették, bár Asimov rámutat arra, hogy az aranykor kifejezést más időszakokra is használják a science fiction történelme alatt.
Campbell egyik szólása az íróinak: "Találj ki egy olyan lényt, ami olyan jól gondolkozik mint egy ember, vagy még az embernél is jobban, de nem úgy, mint egy ember." Magasabbra tette az írás minőségének mércéjét, mint az azelőtti írók, és sok figyelmet szentelt azon fiatal írók csoportjára, akik ragaszkodtak hozzá.
A science fiction megbecsülése attól is nőtt, hogy más műfaj írói is időnként publikáltak sci-fi történeteket. Azonban a bogárszemű szörnyek és gyéren öltözött nők a címlapon azt a látszatot keltették, hogy a műfaj csak kamaszoknak szól. Az embereknek szükségük volt arra, hogy szünetet tartsanak az unalmas, hétköznapi életük során, és végre valami izgalmat éljenek át.
Campbell irányítása alatt segítette L. Ron Hubbard vallási szcientológiáját. Hubbardot ígéretes sci-fi-írónak és Campbell védencének tekintették, ő adta ki Hubbard első dianetikáról és az új vallásáról szóló cikkeit. Ahogy előrehaladott Campbell uralma, több figyelmet szentelt Hubbard és a hozzá hasonló írók ötleteinek, és vezércikkeket írt a dianetika támogatásáról. Bár az Astoundingnak lojális rajongótábora volt, az olvasók más magazinokhoz kezdtek fordulni.

### Az aranykor más médiákban
Az aranykori írók által szolgáltatott forrásanyag, a különleges effektek fejlődése és a technológia fejlődését bemutató anyagok utáni vágy miatt jelentős sci-fi filmeket kezdtek forgatni.
Eredményképpen létrejött a science fiction műfaj a filmben az 1950-es években, és olyan művek születtek, mint a Destination Moon (Cél a Hold), Them! (Ők!), Invasion of the Body Snatchers (A testrablók inváziója), A tiltott bolygó, és számos egyéb. Sok ilyen film Campbell íróinak művei alapján született. Az A dolog egy Campbell-történeten alapul, a Them és az Invasion of the Body Snatchers Jack Finney-regényeken alapulnak, a Destination Moon egy Heinlein-regényen, és a The Beast from 20,000 Fathoms (A szörny 20.000 ölről) egy Ray Bradbury-novellából jött létre. John Wyndham "meghitt katasztrófái", beleértve a The Day of the Triffids (A triffidek napja) és a The Kraken Wakes (A kraken ébredése), fontos forrásanyagok voltak.
Ugyanabban az időben a science fiction sorozatokban is megjelent. 1953-ban az első jelentős sci-fi sorozatot, a The Quatermass Experiment-et (A Quatermass-kísérlet) leadták a brit televízióban, de ez inkább horrorra hasonlított. Az Egyesült Államokban szuperhősös sci-fi filmsorozatokat adtak, mint a Captain Video (Videó kapitány), a Flash Gordon és a Buck Rogers, ezek inkább Campbell előtti sci-fire hasonlítottak.

### Az aranykor vége
Az írók elkezdték más magazinokban közzétenni munkáikat, mint például a The Magazine of Fantasy and Science-Fiction (A fantasy és science fiction magazinja), az If, egy feltámasztott Amazing Stories, és a legnevezetesebb, a Galaxy.
H.L. Gold, aztán Frederik Pohl írók alatt a Galaxy olyan sci-fi történeteket publikált, ami közelebb volt a főműfajokhoz és onnan vett cselekményelemeket. Nem ragaszkodott annyira a tudományos hihetőséghez, mint az Astounding. A Galaxy felemelkedése az aranykor végét jelentette, de az aranykori írók nagy része alkalmazkodott a változásokhoz és tovább írt; mások más területen folytatták. Isaac Asimov és mások majdnem kizárólag tudományos tényekről kezdtek írni.

## Az új hullám és utóhatása

### Az új hullám előfutárai
Samuel Beckett (1906-1989) A megnevezhetetlen (The Unnamable) című regénye és Godot-ra várva (Waiting for Godot) című színműve erős hatással voltak az 1950-es évekbeli írásra. Régebben minden tér- és időérzéktől eltekintettek; csak egy hang maradt, aki nem tudja eldönteni, létezzen-e tovább vagy merüljön-e feledésbe. (H. P. Lovecraft is használta a "The Unnamable" címet.) A későbbi opciónál tematikus az idő és az ok és hatás paradoxonai. Beckett hatása az értelmiségre – valamint az egzisztencializmus általános behatása és a jogi csaták az olyan könyvek kiadására, amiket obszcénnek soroltak be – miatt a science fiction szofisztikáltabb lett, főleg Nagy-Britanniában.
William S. Burroughs (1914–1997) volt az az író, aki összehozta a science fictiont a modernista irodalmi trenddel. Jack Kerouac segítségével Burroughs kiadta a Naked Lunch-ot (Meztelen ebéd), az első könyvet egy regénysorozatból, amiben egy félig dadaisztikus technikát, a "felvágást" és a társadalom modernista lefejtésének technikáját használta, így kiderült, hogy a szabályszerűség alatt semmi sincs. Burroughs a társadalmat űrlények, szörnyek, drogdílerek és más valóságszintek összeesküvésének állította be. A science fiction nyelvezete összefonódott a modernizmus kísérleteivel. Philip K. Dick filozófiája lehetetlen lett volna Burroughs nélkül.
Stanisław Lem (1921-2006) lengyel science fiction-író egykor az egyik legolvasottabb nem angol nyelven író sci-fi-szerző volt a világon. Munkáiban gyakran bocsátkozik filozófiai spekulációkba a technológiáról, az intelligencia természetéről, a kétoldalú kommunikáció és a kölcsönös megértés nehézségeiről, vagy az emberi korlátokról és az emberiség világegyetemben elfoglalt helyéről. Témáit néha fikcióként mutatja be, elkerülve ezzel mind a tudományos élet buktatóit, mind a tudományos stílus korlátait, máskor azonban az esszé vagy filozófiai könyv műfaját választja.

### Az új hullám
1960-ban Kingsley Amis brit regényíró kiadta a New Maps of Hell-t (A pokol új térképei), a science fiction irodalmi történetét és vizsgálatát. Ez végül jót tett a science fiction hírnevének.
Egy másik nagy mérföldkő Frank Herbert Dűnéjének publikálása 1965-ben, ami egy sűrű, komplex és részletes mű, amiben politikai intrika, furcsa és misztikus vallások és az Arrakis sivatagos bolygó ökoszisztémája szerepel egy jövőbeli galaxisban. Egy harmadik Roger Zelazny műveinek előbukkanása, mint A fény ura és a híres The Chronicles of Amber (A borostyán krónikái).
1965-ben a francia filmrendező, Jean-Luc Godard filmje, az Alphaville a nyelveket és a társadalmat magyarázta el disztópiával és apokaliptikus science fictionnel.
Nagy-Britanniában az írók 1960-as generációja, akiket "új hullámnak" hívtak, különböző sci-fi formákkal kísérletezett így a műfaj a szürrealizmus és a pszichológiai dráma felé tolódott el. Az új hullám a New Worlds (Új világok) magazinhoz írt történeteket, miután Michael Moorcock vette át a magazin szerkesztői irányítását. Az új hullám írói azt gondolták, hogy a francia új hullám-mozgalomhoz hasonlóan írnak. Bár az új hullám nagyrészt brit írókból állt, Amerikában is indultak ehhez hasonló mozgalmak. A két új hullám kapcsolatát Harlan Ellison írta le Dangerous Visions (Veszélyes víziók) c. antológiában, ami rámutatott arra, hogy mind Amerikában, mind Nagy-Britanniában az új hullám olyan történeteket írt, ami épphogy a science fiction határain belül van. Isaac Asimov az ehhez az antológiához írt bevezetését a második forradalomnak hívta, az első forradalom után, ami az aranykorhoz vezetett.
Az új hullám és kortársaik több hangsúlyt fektettek a stílusra és a történetmesélés igényességére. Keresték a vitákat olyan témákban, amiket a régi sci-fi-írók elkerültek. Elsőként lett komoly tényező a szexualitás (amiről Kingsley Amis panaszkodott, hogy elkerülik a sci-fiben), olyan írók műveiben, mint Samuel R. Delany, Ursula K. Le Guin, Norman Spinrad és Theodore Sturgeon. Hangot adtak a kortárs politikai ügyeknek is. John Brunner és J. G. Ballard a túlnépesedésről és az apokalipszisről írt tanmeséket.
Asimov megfigyelte, hogy a második forradalom nem volt annyira félreérthetetlen, mint az első, ezt az antológia fejlődésének tulajdonította, emiatt a régebbi történek kiemelkedőbbek lettek. Azonban egy pár aranykori író megváltoztatta a stílusát az új hullám megjelenése után. Robert A. Heinlein áttért a campbelli "jövőtörténelem"-történeteiről a kalandos, szexuálisan nyitott sci-fi művekre, például a Stranger in a Strange Land (Idegen egy furcsa földön) és a The Moon Is a Harsh Mistress (A Hold egy szigorú úrnő). Isaac Asimov megírta az új hullám-szerű The Gods Themselves-et (Maguk az istenek). Sok más író is sikeresen folytatta az írást a stílusok változása alatt.
A sci-fi filmek a műfaj változásaiból merítettek ihletet. Stanley Kubrick 2001: Űrodüsszeiája és Mechanikus narancsa filmbe öltötte a műfaj új stílusát. Sok más filmben szerepelt disztópia-jövőkép, mint például a THX-1138 és a Soylent Green.
Ursula K. Le Guin kivetített társadalmi és biológiai változásokat. Philip K. Dick az elme metafizikáját fedezte fel egy regénysorozatban. LeGuint, Dicket, és másokat is összefüggésbe hoztak a soft science fiction fogalmával, jobban, mint az új hullámot.
A soft science fictiont tekinthetjük a hard science fiction ellentétének. Bár a tudományos hihetőség Gernsback óta volt a science fiction központi támpillére, Larry Niven, Poul Anderson és más írók újféle megfogalmazásban és stílusban kezdtek írni, mégis megtartották a magas szintű tudományos nívót, így létrehozva a hard science fictiont.

## Science fiction az 1980-as években

### Cyberpunk
Az 1980-as évek elején az új hullám már nem volt annyira fontos a science fiction alakítását illetően. A személyi számítógépek kezdtek a társadalom szerves részévé válni, és a sci-fi-írók szükségét érezték, hogy ennek hatásait leírják. Az új hullám munkáját folytatva létrejött a cyberpunk-mozgalom a korai 1980-as években. Ugyanarra helyezte a hangsúlyt, mint az új hullám, de saját stílust alakított ki. A cyberpunk-szerzők, mint William Gibson elfordultak a hagyományos optimizmustól, és a hagyományos science fiction fejlődését támogatták.
William Gibson Neuromancer-ja, amit 1984-ben adtak ki, kihirdette a cyberpunk-mozgalmat a nagyvilágnak, és hatalmas siker lett. Más kulcsírók a mozgalomban: Bruce Sterling, John Shirley és később Neal Stephenson. Bár a cyberpunk később összeolvadt más sci-fi stílusokkal, először látszódott az ideológiai tisztaság eszméje. John Shirley a cyberpunk-mozgalmat egy törzshöz hasonlította.
Az 1980-as évek alatt Japánban nagy számban készültek cyberpunk animék és mangák, a legnevezetesebb az 1982-es Akira és az 1988-as filmfeldolgozása, az 1985-ös anime, a Megazone 23, és az 1989-es Ghost in the Shell, aminek filmváltozata is készült 1995-ben.

## Kortárs science fiction és jövője
A kortárs science fictiont meghatározza a cyberpunk más területekre való terjedése. A cyberpunk bár nem egy gettószerű törzs a science fictionön belül, hanem a műfaj szerves része, aminek a más témákkal való kölcsönhatásai a századforduló fő témája volt.
Nevezetesen a cyberpunk behatással volt a filmekre, ami olyan művekben nyilvánul meg, mint a Johnny Mnemonic és A Mátrix sorozat, az animékre, mint az Akira és a Ghost in the Shell, és a videójátékokra, mint a Deus Ex és a Metal Gear sorozat. Ahogy a cyberpunk, úgy a motívumai is a mindennapi kultúra részévé vált, és létrejött a cyberpunk divat-stílus.
Az 1990-es években felbukkantak olyan témák, mint a környezeti gondok, az internet és a bővülő információ következményei, kérdések a bio- és a nanotechnológiáról. Neal Stephenson The Diamond Age-je (Gyémántkor) átfogóan vizsgálja ezeket a témákat.
Fokozódott a bizakodás abban, hogy a cyberpunk lesz a közeljövő science fiction vezető stílusa. William Gibson 2003-as regényében, a Pattern Recognition-ben (Mintafelismerés), a történet egy cyberpunk-történet, amit a jelenben mondanak el, így a közeljövőt a legközelebbi elérhető időre vetíti ki.
A cyberpunk ötletei más irányokba is elterjedtek. Az űropera-írók cyberpunk-motívumokat tartalmazó műveket is írtak, mint David Brin Kiln People-je (Dettó) és Ken MacLeod Fall Revolution (Őszi forradalom)-sorozata.
John Clute azt írja, hogy a science fiction a századfordulónál kétféleképpen érthető: "a science fiction mint műfaj győzelmének víziója és egy sor nagyszerű írás, amik elképzeltették velünk a jövőt, ami az évek alatt eltelt ... [vagy]... megkülönböztethetetlen attól a világtól, amit vázolni, jelezni akart."

## Fordítás
- Ez a szócikk részben vagy egészben  a   History of science fiction című angol Wikipédia-szócikk ezen változatának fordításán alapul.  Az eredeti cikk szerkesztőit annak laptörténete sorolja fel. Ez a jelzés csupán a megfogalmazás eredetét és a szerzői jogokat jelzi, nem szolgál a cikkben szereplő információk forrásmegjelöléseként.